# Kevin Corcoran
Kevin Corcoran, noto anche con lo pseudonimo di Moochie (Santa Monica, 10 giugno 1949 – Burbank, 6 ottobre 2015), è stato un attore e produttore cinematografico statunitense.

## Biografia
Corcoran iniziò a recitare quando aveva due anni e debuttò nel cinema nel 1955 con il film Carovana verso il Sud, diretto da Henry King. Nel 1956 apparve con lo pseudonimo di "Moochie" nel programma televisivo per ragazzi Il club di Topolino, creato da Walt Disney. Nel 1968 recitò nel film Due occhi di ghiaccio, diretto da Silvio Narizzano. 
Corcoran si laureò in arti teatrali al'Università statale della California e fu primo assistente alla regia in molte serie televisive, assistente alla produzione e regista. Fu nominato Disney Legend nel 2006. Morì di cancro a 66 anni nel 2015

## Riconoscimenti
- Young Hollywood Hall of Fame[6]
- Disney Legends (2006)

## Filmografia parziale

### Attore

#### Cinema
- La storia di Glenn Miller (The Glenn Miller Story), regia di Anthony Mann (1954) - non accreditato
- Carovana verso il sud (Untamed), regia di Henry King (1955)
- Sabato tragico (Violent Saturday), regia di Richard Fleischer (1955)
- Le tre notti di Eva (The Birds and the Bees), regia di Norman Taurog (1956)
- Come le foglie al vento (Written on the Wind), regia di Douglas Sirk (1956)
- Una pistola per un vile (Gun for a Coward), regia di Abner Biberman (1957)
- Zanna gialla (Old Yeller), regia di Robert Stevenson (1957)
- La gatta sul tetto che scotta (Cat on a Hot Tin Roof), regia di Richard Brooks (1958)
- Geremia, cane e spia (The Shaggy Dog), regia di Charles Barton (1959)
- La trappola del coniglio (The Rabbit Trap), regia di Philip Leacock (1959)
- Toby Tyler (Toby Tyler, or Ten Weeks with a Circus), regia di Charles Barton (1960)
- Il segreto di Pollyanna (Pollyanna), regia di David Swift (1960)
- Robinson nell'isola dei corsari (Swiss Family Robinson), regia di Ken Annakin (1960)
- Babes in Toyland, regia di Jack Donohue (1961)
- Ok Parigi! (Bon Voyage!), regia di James Neilson (1962)
- Sam il selvaggio (Savage Sam), regia di Norman Tokar (1963)
- Tigre in agguato (A Tiger Walks), regia di Norman Tokar (1964)
- Due occhi di ghiaccio (Blue), regia di Silvio Narizzano (1968)
- It Starts with Murder!, regia di Robert Gillaspie (2009)

#### Televisione
- December Bride – serie TV, episodi 2x31 (1956)
- The Ford Television Theatre – serie TV, episodi 2x9-4x36 (1953-1956)
- Adventure in Dairyland – serie TV, episodi 1x1 (1956)
- Spin e Marty (Spin and Martin) -- cast principale, seconda stagione (Further Adventures of Spin and Marty, 1956) e terza stagione (The New Adventures of Spin and Marty, 1957)
- Disneyland – serie TV, 13 episodi (1957-1963)
- Carovane verso il west (Wagon Train) – serie TV, episodi 3x4-7x14 (1959-1963)
- Johnny Shiloh, regia di James Neilson (1963) - film TV
- L'amico Gipsy (The Littlest Hobo) – serie TV, episodi 1x15 (1964)
- Io e i miei tre figli (My Three Sons) – serie TV, episodi 7x16 (1967)

## Doppiatori italiani
Nelle versioni in italiano dei suoi lavori, Kevin Corcoran è stato doppiato da:
- Liliana Sorrentino ne Il segreto di Pollyanna[7]
- Massimo Giuliani in Sam il selvaggio[8]

Come doppiatore è sostituito da:
- Isabella Pasanisi in Golia, piccolo elefante